# Disciple (banda)
Disciple é uma banda norte americana de rock cristão formada em 1992, em Knoxville, Tennessee. É conhecida por sua fusão de hard rock, metal alternativo e thrash metal cristão.

## História
A banda foi formada por Kevin Young, Brad Noah, Adrian DiTommasi e Tim Barrett.   
Em 1995, lançaram o primeiro álbum, What Was I Thinking, pelo selo Slain Records. Em 1997, lançaram o EP My Daddy Can Whip Your Daddy e realizaram turnês intensas pelo país e exterior.  
Em 1999, a banda lançou This Might Sting a Little, que gerou duas indicações ao GMA Dove Awards. Ao longo dos anos, a formação passou por diversas mudanças, incluindo a saída e retorno de Adrian DiTommasi, até a formação com Kevin Young, Josiah Prince, Joey West e Andrew Stanton.

## Integrantes
- Kevin Young – vocal, guitarra
- Josiah Prince – guitarra
- Joey West – baixo
- Andrew Stanton – bateria

## Ex-integrantes
- Tim Barrett – bateria
- Brad Noah – guitarra
- Adrian DiTommasi – baixo
- Joey Fife – baixo
- Andrew Welch – guitarra
- Micah Sannan – guitarra
- Israel Beachy – baixo

## Discografia
- What Was I Thinking (1995)
- My Daddy Can Whip Your Daddy (1997)
- This Might Sting a Little (1999)
- By God (2001)
- Back Again (2003)
- Disciple (2005)
- Scars Remain (2006)
- Southern Hospitality (2008)
- Horseshoes & Handgrenades (2010)
- O God Save Us All (2012)
- Attack (2014)
- Long Live the Rebels (2016)
- Love Letter Kill Shot (2019)
- Disciple (2022)